# Etničke grupe SAD-a
Etničke grupe SAD-a: 308,798,000 (UN Country Population; 2008) preko 310 naroda
- Abenaki
- Achomawi, Pitt River 20
- Adigejci
- Afrikaneri	16,000
- Afroamerikanci, U.S.	26,672,000
- Afrogvajanci 101,000
- Afrokaribi	146,000
- Ahtena, Copper River 40
- Alabama 700
- Albanci,
- Aleuti, Eastern	2,800
- Amhara, Etiopljani 83,000
- Angloamerikanci 153,871,000
- Angloaustralci	77,000
- Anglokanađani	1,226,000
- Apači
  - Chiricahua
  - Jicarilla	2,800
  - Kiowa Apache, 1,400
  - Mescalero	2,800
- Zapadni Apači 17,000
- Arabizirani Berberi, 24,000
- Arapaho	6,900
- Arapi
- Arikara	1,400
- Armenci 205,000
- Asirci	64,000
- Assiniboin	2,100
- Atsugewi	300
- Austrijanci, 1,066,000
- Bahamci	26,000
- Baski	76,000
- Belizeanski kreoli	41,000
- Bengalci	156,000
- Bjelorusi	77,000
- Blackfoot, Siksika	7,400
- Bolivijski mestici 153,000
- Bošnjaci	108,000
- Brao, Love	100
- Bretonci 50
- Britanci	695,000
- Bugari	153,000
- Burmanci, Myen	11,000
- Caddo	2,500
- Cahuilla	1,100
- Catawba	700
- Chehalis	300
- Cherokee	89,000
- Cheyenne	6,100
- Chikasaw	1,100
- Chinook Wawa	200
- Chippewa
- Chippewa	125,000
- Chitimacha	300
- Choctaw	31,000
- Chumash	100
- Ciparski Grci	8,700
- Cocopa	700
- Columbia (Sinkiuse)
- Comanche	8,400
- Cree, zaapdni 31,000
- Creek, Muskogee	28,000
- Crow	11,000
- Čami, zapadni	3,100
- Čerkezi
- Česi	1,598,000
- Dakota, (Santee)	25,000
- Danci	2,015,000
- Degexit'an, Ingalik	400
- Detribalizirani Indijanci 414,000
- Dominikanci	623,000
- Efik	5,300
- Egipatski Arapi	254,000
- Eskimi,
- Estonci 33,000
- Fidžijci 9,200
- Filipinci 3,587,000
- Finci 812,000
- Flamanci	17,000
- Flathead
- Fox, Mesquakie
- Francuzi 	2,759,000
- Frankokanađani 	2,671,000
- Frizi 46,000
- Garifuna (Crni Karibi) 67,000
- Gegi 123,000
- Gornjogvinejski kreoli	160,000
- Grci	1,369,000
- Gruzijci	800
- Guamci	54,000
- Gullah (Geechee) 174,000, kreolski narod nasaeljen od Jacksonville u Sjevernoj Karolini do Jacksonvillea na Floridi i na otocima sa Sea Islands pred obalom Georgije.
- Haićani	950,000
- Haida	700
- Havajci 261,000
- Havajski kreoli (Kreolskojezični Havajci), 307,000
- Havasupai
- Hidatsa	1,500
- Hispanoamerikanci 21,311,000. najbrojnija manjina SAD-a
- Hkun, Khuen	2,600
- Hmong Daw, Bijeli Meo	104,000
- Hmong Njua	105,000
- Hopi, Hopitu-Shinumu	9,000
- Houma, 4,500
- Hrvati	671,000
- Hualapai
- Huteriti 12,000
- Ilocano	613,000
- Indonežani	42,000
- Indopakistanci	1,533,000
- Iowa	1,300
- Irački Arapi 466,000
- Iranci 	290,000
- Irci 3,066,000
- Irski putnici Lucht siúlta (Pavees) 400
- Isan, nepoznato
- Islanđani	50,000
- Iu Mien, Yao	25,000
- Jamajčani	536,000
- Japanci	1,238,000
- Jemenski Arapi, Ta'izz-Adeni 4,900
- Jemez	2,000
- Jordanski Arapi, 25,000
- Južni Pajuti 7,000
- Južnoamerički mestici	3,985,000
- Kabardinci	3,500
- Kajuni	1,249,000
- Kaldejci, 87,000
- Kalispel	7,700
- Kalmici, Western Mon	900
- Kansa	300
- Kantonski Kinezi	491,000
- Kanjobal, istočni 77,000
- Kapverdski mestici, Brav	410,000
- Karok	5,000
- Karpatski Romi 26,000
- Kashaya	50
- Katalonci	44,000
- Keres, istočni	7,700
- Keres, zapadni	7,900
- Khamet, Lamet	90
- Khmeri, 231,000
- Khmu	2,200
- Kichai	400
- Kickapoo	700
- Kiowa	8,400
- Koasati	700
- Korejci	2,209,000
- Korzikanci 123,000
- Koyukon	2,600
- Kubanci	1,226,000
- Kumiai	80
- Kurdi, sjeverni	49,000
- Kutchin, Gwichin	1,800
- Kutenai	500
- Lahu Shi, Žuti Lahu	2,100
- Lakota	(Teton) 12,000
- Lao narod, 184,000
- Latvijci (Letonci) 123,000
- Laven, Boloven	34,000
- Libanonski Arapi 3,066,000
- Litvanci 1,001,000
- Lu, Tai Lu	4,200
- Luiseño	2,100
- Lujzijanski kreoli	2,090,000
- Luksemburžani 60,000
- Lumbee	42,000
- Lushootseed	2,500
- Mađari 1,950,000
- Makah	800
- Makedonci 25,000
- Malajci	9,200
- Malayali	71,000
- Maldivci	30
- Malecite
- Maltežani	49,000
- Mandarinski Kinezi 920,000
- Maricopa	600
- Meksički kreoli (Tirili) 153,000
- Menomini	4,900
- Menoniti 14,000
- Metis Cree, Mitchif	6,100
- Miami	2,800
- Micmac	3,100
- Midway otočani	2,500
- Mikasuki
- Min Nan Kinezi	125,000
- Miwok	400
- Mohave, Mojave	2,100
- Mohawk	21,000
- Mohegan,
- Mongoli	1,700
- Mono	300
- Montauk,
- Najdi Arapi	5,500
- Nanticoke	600
- Narragansett	2,000
- Navaho	269,000
- Nepalci	3,100
- Nez Perce	2,100
- Nijemci 7,664,000
- Nizozemci	1,533,000
- Nooksack	500
- Norvežani 869,000
- Okanagon	2,100
- Okinavanci 13,000
- Omaha	3,500
- Oneida	3,100
- Onondaga	1,200
- Oto	1,800
- Palestinski Arapi	59,000
- Panamint	100
- Pandžapci	429,000
- Papago
- Parsee	77,000
- Passamaquoddy
- Penobscot
- Pensilvanijski Nizozemci 377,000
- Phu Thai	52,000
- Pima
- Pingelapci 500
- Polinezijci	13,000
- Poljaci	3,679,000
- Pomo	1,400
- Portorikanci 2,410,000
- Portugalci 1,422,000
- Potawatomi	4,600
- Powhatan	4,200
- Puget Sound Salish, 2,800: Duwamish, Muckleshoot, Nisqually, Puyallup, Snoqualmie, Suquh.
- Quapaw, Arkansas	2,800
- Quechan, Kechan	2,100
- Romi,  Kalderaši 245,000
- Rumunji 451,000
- Rusi	3,640,000
- Rusini 580,000
- Sac
- Samoanci 68,000
- Saudijski Arapi (ili Hijazi Arapi), 	5,500
- Seminole
- Senaya	400
- Seneka	11,000
- Shawnee	2,800
- Sherpa nepoznato
- Shoshoni	9,700
- Sindhi	22,000
- Singalezi	21,000
- Sirijski Arapi 160,000
- Sjeverni Pajuti 6,700
- Sjeverni Paštuni 48,000
- Skagit	500
- Slovaci	2,321,000
- Slovenci	153,000
- Somalci	25,000
- Spokane	1,400
- Srbi 184,000
- Srednjoamerički mestici 	613,000
- Straits Salish, Saanich	1,800
- Swahili	4,100
- Šan, nepoznato
- Španjolci 445,000
- Šveđani, 	5,770,000
- Tai Dam, Crni Tai	4,000
- Tai Don, Bijeli Tai	12,000
- Taji 138,000
- Talijani 	6,131,000
- Tanacross	70
- Tanaina	1,300
- Tanana	400
- Tatari	10,000
- Tay, Tai Tho	600
- Tenino, Warm Springs	1,400
- Tewa	3,200
- Tibetanci, središnji
- Tiwa, Northern	1,600
- Tiwa, Southern	3,300
- Tlingit, Thlinget	11,000
- Tonganci	20,000
- Tonkawa	100
- Toski	21,000
- Trinidađani	94,000
- Trinidađanski kreoli 94,000
- Trique, Copala	5,100
- Tsimshian, Zimshian	1,500
- Tuaregi 50
- Tunica	200
- Turci 103,000
- Turoyo	5,100
- Twana	500
- Ukrajinci 914,000
- Umatilla 200
- Upland Yuman
- Upper Chinook, Wasco-Wishram
- Upper Kuskokwim, Ingalik	200
- Upper Tanana, Tanacross	300
- Urdu	153,000
- Uzbeci, sjeverni	25,000
- Velšani 2,514,000
- Vijetnamci (Anamiti) 1,288,000
- Walla Walla 1,000
- Wampanoag	1,700
- Wenatchi	700: Entiat, Chelan, Winatshipum
- Winnebago, Hocak	7,000
- Wiyot	200
- Wu Kinezi, nepoznato
- Wyandot, Huron	1,500
- Xiang Kinezi, nepoznato
- Yakima	11,000
- Yaqui	11,000
- Yavapai
- Yokuts, Chuckchansi	700
- Zapotec
- Zuñi	8,000
- Židovi nekoliko skupina